# Liste der Bischöfe von Massa Lubrense
Die folgenden Personen waren Bischöfe von Massa Lubrense (Italien):
- Anonimo (1220)
- Pietro Orsi (1289)
- Francesco I. (1311) (auch Bischof von Ascoli Satriano)
- Francesco II. (1311–?)
- Stefano (1322)
- Magesio, O.P. (1348) (auch Erzbischof von Trani)
- Paolo, O.P. (1348–1351)
- Giovanni (24. November 1351–?)
- Anonimo (1434)
- Battino (1434–1466)
- Jacopo Scannapecora (1466–1506)
- Gerolamo Castaldi (1506–1521)
- Pietro de’ Marchesi (1521–1544)
- Gerolamo Borgia (1544–1545)
- Giambatista Borgia (1545–1560)
- Andrea Belloni (1560–1577)
- Giuseppe Faraoni (1577–1581) (auch Bischof von Crotone)
- Giambattista Palma (1581–1594)
- Lorenzo Asprella (1594–1605)
- Agostino Querini, O.P. (1605–1611)
- Ettore Gironda (1611–1626)
- Maurizio Centini, O.F.M.Conv. (1626–1632) (auch Bischof von Mileto)
- Alessandro Gallo (1632–1645)
- Gian Vincenzo de’ Giuli (1645–1672)
- Francesco Maria Neri (1672–1678) (auch Bischof von Venosa)
- Andrea Massarenga (1678–1684)
- Giambattista Nepta (1695–1701)
- Jacopo Maria Rossi (1702–1738)
- Andrea Schiano (1738–1748)
- Liborio Pisani (1748–1757)
- Giuseppe Belletta (1757–1792)
- Angelo Vassalli (1792–1818)
- Das Bistum wird mit dem Erzbistum Sorrento vereinigt.